# Sint-Petrus en Martinuskerk

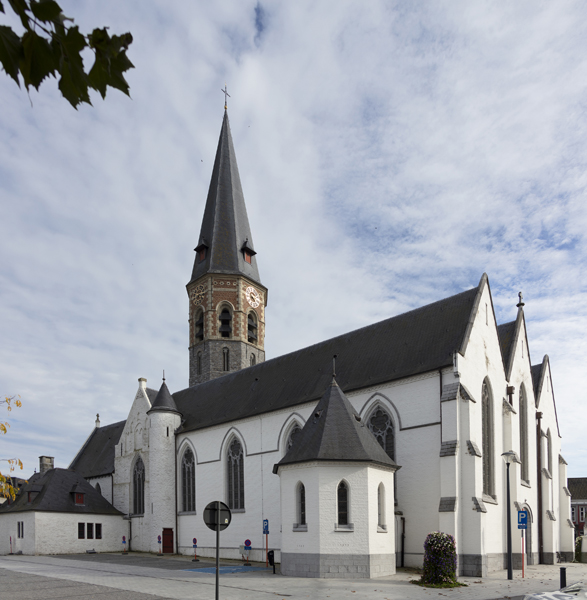
Sint-Petrus en Martinuskerk (2024)

De Sint-Petrus en Martinuskerk is de parochiekerk van de Oost-Vlaamse plaats Assenede, gelegen aan de Markt.

## Geschiedenis
Mogelijk is de kerk in 1071 gesticht door Robrecht I de Fries. In 1108 werd voor het eerst een kerk genoemd, waarbij het patronaatsrecht toekwam aan het Sint-Salvatorkapittel te Utrecht.
Van het romaanse bouwwerk resten nog de vieringtoren met achtkante verdieping, het transept en het hoofdkoor. De zijkoren zijn 14e-eeuws en in gotische stijl. De Beeldenstorm bracht schade toe, zoals een brand in 1573. Tijdens de 17e eeuw werd de kerk hersteld. In 1667 werd de bovenste geleding, de huidige klokkengeleding, op de toren gebouwd.
Vanaf 1857 werden werken uitgevoerd waarbij de noordelijke zijbeuk en een deel van de voorgevel werd vernieuwd.
In 1944 werd de kerk door het zich terugtrekkende Duitse leger in brand gestoken, waarbij ook het meubilair werd verwoest. Slechts de buitenmuren bleven overeind.
Van 1948-1950 werd de kerk gerestaureerd. Een nieuwe westgevel werd gebouwd, en ook de pilaren moesten worden vernieuwd.

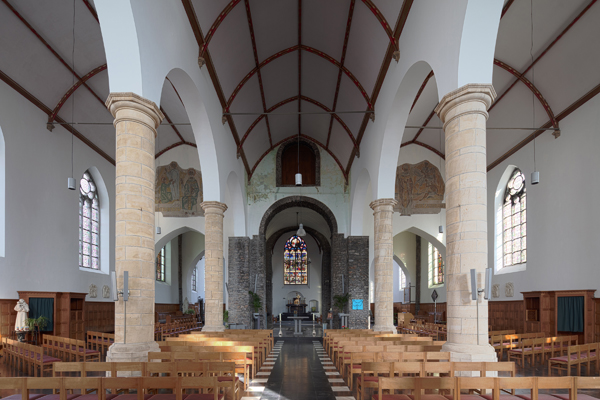
Interieur
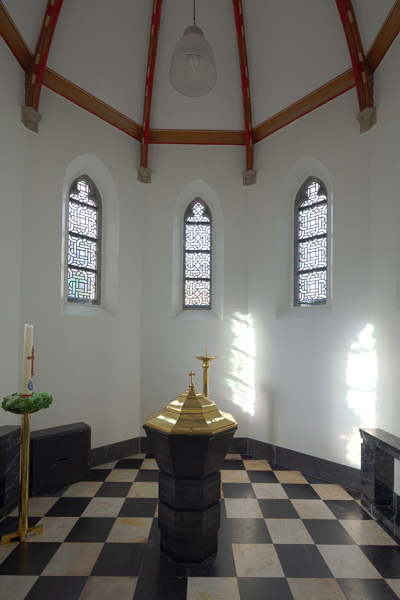
Doopkapel
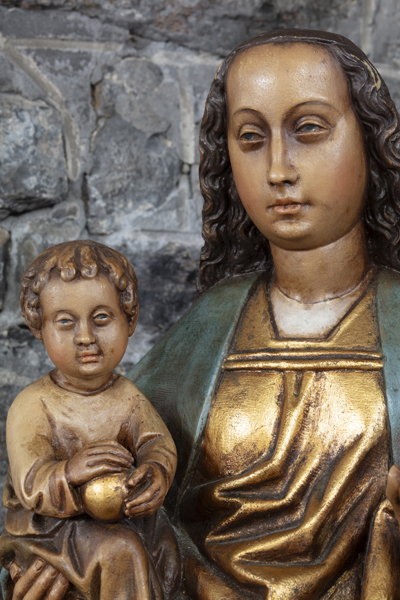
Madonna met kind
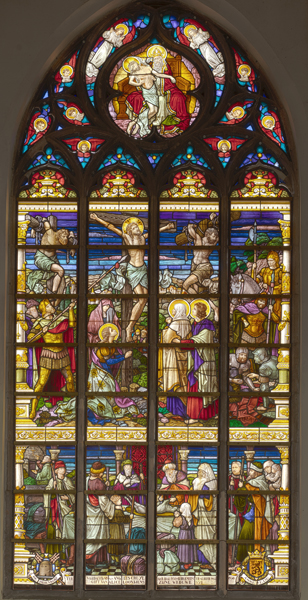
Glas-in-lood (Hendrik Coppejans)

## Gebouw
Het betreft een driebeukige hallenkerk met pseudotransept. De drie koren hebben alle een rechte sluiting. Het transept, de onderste geledingen van de toren en de koren zijn in Doornikse kalksteen, en de verhogingen van de puntgevels, en de bovenste torengeleding, werden in baksteen uitgevoerd.

## Interieur
Het kerkmeubilair werd na 1948 volledig vernieuwd.